# Ударный (Ставропольский край)
Уда́рный — посёлок в Новоалександровском районе (городском округе) Ставропольского края России.

## Географическое положение
Расстояние до краевого центра: 67 км. Расстояние до районного центра: 11 км.

## История
В соответствии с Указом Президиума Верховного Совета РСФСР от 21 сентября 1964 года посёлок Четвёртое отделение совхоза «Расшеватский» переименован в посёлок Ударный.
До 1 мая 2017 года входил в состав муниципального образования «Сельское поселение Присадовый сельсовет».

## Население
| 1989 | 2002 | 2010 | 2014 | 2023 |
| ---- | ---- | ---- | ---- | ---- |
| 164  | ↗241 | →241 | ↘200 | ↗267 |

По данным переписи 2002 года, в национальной структуре населения русские составляли 53 %, курды — 37 %.

## Инфраструктура
Проблема с питьевой водой.